# 吳羽集團
吳羽（日语：株式会社クレハ）是一家總部位於日本東京都的上市公司，成立於1944年，是日本大型化工企業，是世界主要的聚偏二氟乙烯生產商。

## 歷史
吳羽前身是1944年成立的「吴羽化学工业株式会社」，2005年改名為「株式会社吴羽」。2012年曾佔據全球七成的聚偏二氟乙烯（PVDF）市場份額，年產量為4000頓，吳羽生產PVDF的唯一工廠位於福島縣磐城市，在東日本大震災後被迫停產，導致時任吳羽社長岩崎隆夫決定未來在美國或者中國開設新的PVDF工廠。2014年吳羽在常熟市開設的PVDF工廠正式投產，PVDF年產量為5000吨。2021年吳羽的PVDF生產全球市場份額縮減到40%，該年吳羽計劃將公司的PVDF總產量提高到2.1萬頓，并將於2024年夏季在中國開設新工廠，新工廠的PVDF年產量預計為一萬頓。